# Szaumian
Szaumian (ros. Шаумян, orm. Շահումյան) – wieś (ros. село, trb. sieło) w Rosji, w Kraju Krasnodarskim. W przeszłości stolica Armeńskiego Rejonu Narodowego. Obecna nazwa została nadana w 1936 na cześć ormiańskiego komunisty Stepana Szaumiana.
We wsi znajduje się kościół ormiański.

## Liczba mieszkańców
- 1989 – 1479, w tym 47,6% stanowili Ormianie, 45,9% Rosjanie, 1,6% Ukraińcy, 0,7% Grecy[2]
- 1999 – 1388[2]
- 2002 – 1467
- 2010 – 1603[1]